# Opochtli

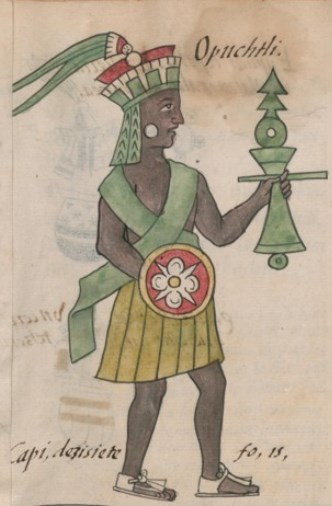
Dibujo de Opochtli

Opochtli (del náhuatl: opochtli ‘el zurdo’‘opochtli, zurdo’) en la mitología mexica es el dios que formaba parte del grupo de compañeros de Tláloc, los Tlaloques. Decían que era el inventor de las redes de pesca y también de un instrumento para matar peces, minacachalli. Cuando le hacían fiesta los pescadores y gente del agua le ofrecían de comer y vino (pulque) que ellos mismos utilizaban, así como maíz e incienso.

Dice un cronista... La imagen de este dios es un hombre desnudo y teñido de negro todo, y la cara pardilla, tirante a las plumas de codorniz; tenía una corona de papel de diversos colores, compuesta a manera de rosa, que las unas hojas sobrepujan a las otras, y encima tenía un penacho de plumas verdes que salían de una borla amarilla.